# カシュマール
カシュマール(Kashmar)は、イランの2015年に人口102,282人の ラザヴィー・ホラーサーン州にある都市。